# Wasserstraßen- und Schifffahrtsamt Verden
Das Wasserstraßen- und Schifffahrtsamt Verden (WSA Verden) war ein Wasserstraßen- und Schifffahrtsamt in Deutschland. Es gehörte zum Dienstbereich der Generaldirektion Wasserstraßen und Schifffahrt, vormals Wasser- und Schifffahrtsdirektion Mitte.
Durch die Zusammenlegung der Wasserstraßen- und Schifffahrtsämter Hann. Münden und Verden ging es am 4. Februar 2020 im neuen Wasserstraßen- und Schifffahrtsamt Weser auf.

## Zuständigkeitsbereich
Das Amt war zuständig für die Bundeswasserstraßen Weser von Kilometer 213,0 (nördlich von Minden) bis km 354,19 (Landesgrenze Niedersachsen/Bremen), Aller vom Stadtgebiet Celle (km 0,0) bis zur Mündung des Flusses in die Weser bei Verden (km 117,1) und Leine von Neustadt am Rübenberge (km 68,0) bis zur Mündung in die Aller bei Schwarmstedt (km 112,11).

## Aufgabenbereich
Zu den Aufgaben gehörten:
- Unterhaltung der Bundeswasserstraßen im Amtsbereich
- Betrieb und Unterhaltung baulicher Anlagen wie z. B. Wehre, Schleusen und Brücken
- Aus- und Neubau
- Unterhaltung und Betrieb der Schifffahrtszeichen
- Messung von Wasserständen
- Übernahme strom- und schifffahrtspolizeilicher Aufgaben.

## Außenbezirke

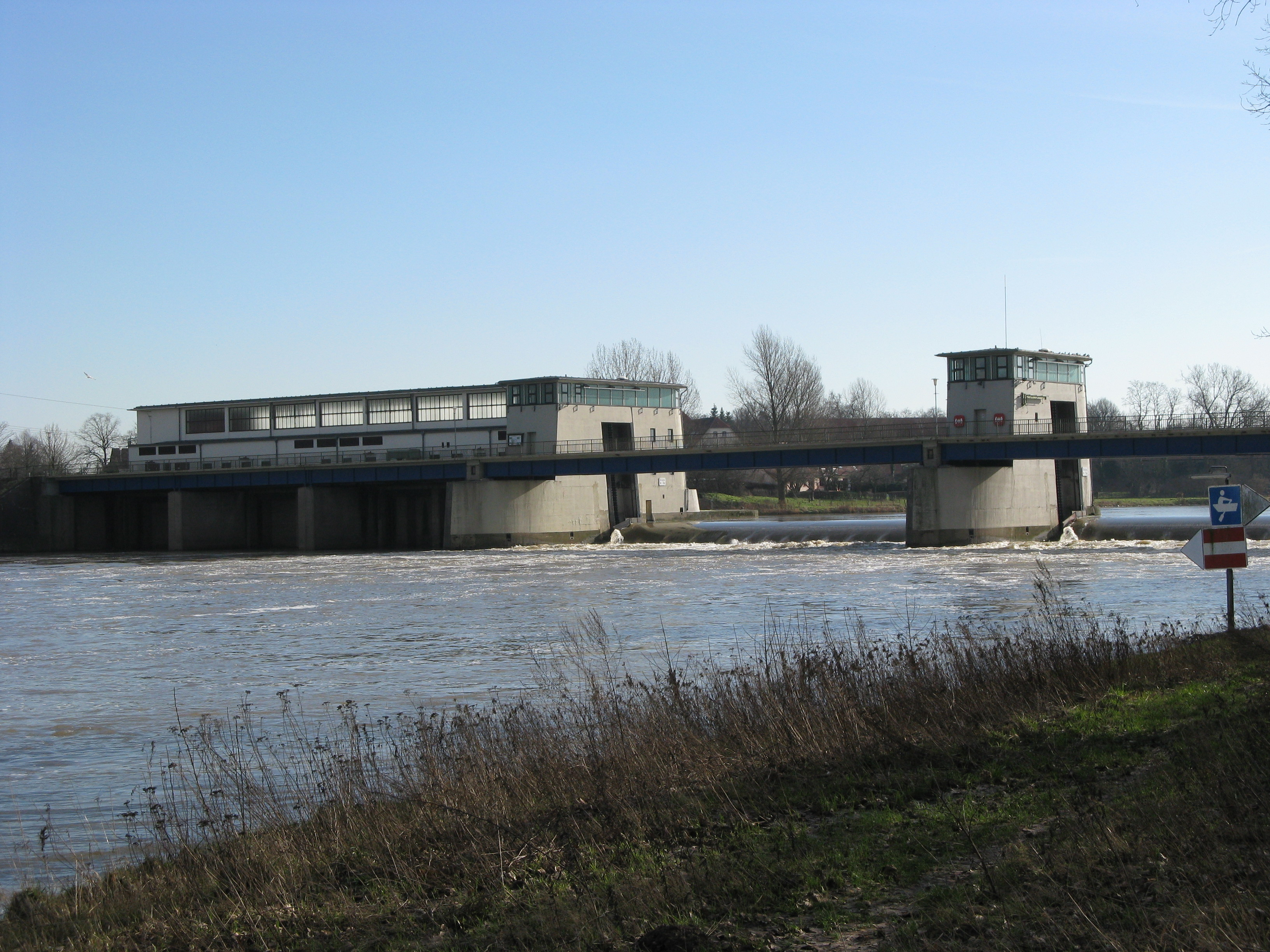
Staustufe Schlüsselburg

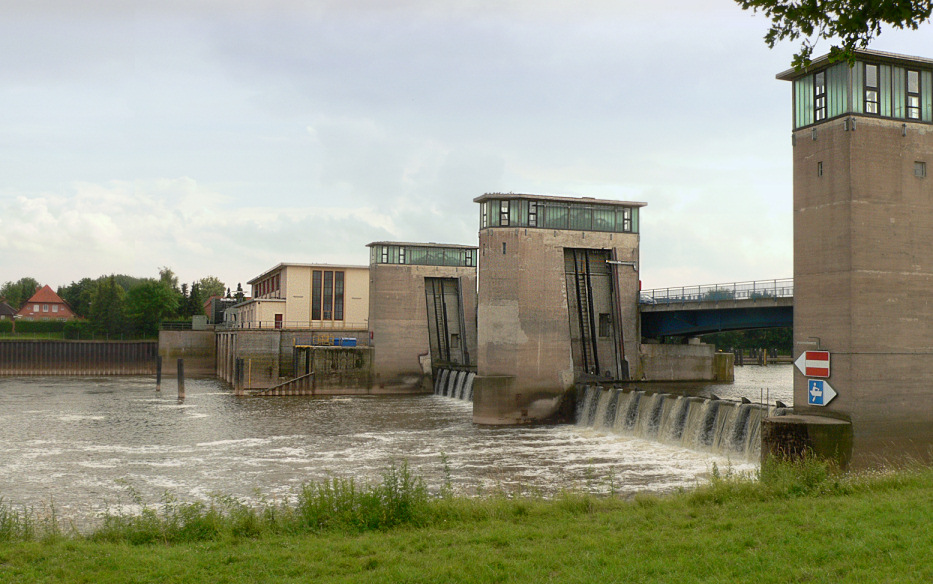
Staustufe Drakenburg

Zum Amt gehörten Außenbezirke in Windheim, Nienburg, Verden, Oldau und der Bauhof Hoya. Die Außenbezirke waren neben der Unterhaltung diverser Anlagen und Bauten u. a. auch zuständig für die Unterhaltung und den Betrieb der Staustufen (Wehre und Schleusen) im jeweiligen Amtsbereich.
- Der Außenbezirk Windheim war zuständig für die Mittelweser von Petershagen (km 213,0, Grenze zum Amtsbezirk des früheren Wasserstraßen- und Schifffahrtsamtes Minden) bis Landesbergen (km 250,5). Im Zuständigkeitsbereich des Außenbezirks Windheim befanden sich die Staustufen Petershagen und Schlüsselburg.
- Der Außenbezirk Nienburg war zuständig für die Mittelweser von Landesbergen (km 250,5) bis Drübber (km 303,35). Im Zuständigkeitsbereich des Außenbezirks Nienburg befanden sich die Staustufe Landesbergen und die Staustufe Drakenburg.
- Der Außenbezirk Verden war zuständig für die Mittelweser von Drübber (km 303,35) bis Bollen (km 354,19, Landesgrenze Niedersachsen/Bremen) und die Aller von Hülsen (km 94,1) bis zur Mündung in die Weser in Verden-Eissel (km 117,1). Im Zuständigkeitsbereich des Außenbezirks Verden befanden sich die Staustufe Dörverden und die Staustufe Langwedel.
- Der Außenbezirk Oldau war zuständig für die Aller von Celle (km 0,0) bis Hülsen (km 94,1) und die Leine von Neustadt am Rübenberge (km 68,0) bis zur Mündung in die Aller in Hademstorf (km 112,11). Im Zuständigkeitsbereich des Außenbezirks Oldau befinden sich die Staustufen Oldau, Bannetze, Marklendorf und Hademstorf in der Aller.
- Der Bauhof Hoya nahm insbesondere Wartungs- und Instandsetzungsaufgaben an Schiffen und Anlagen sowie der Schifffahrtszeichen des Wasserstraßen- und Schifffahrtsamtes Verden wahr.

## Kleinfahrzeugkennzeichen
Den Kleinfahrzeugen im Bereich des Wasserstraßen- und Schifffahrtsamtes Verden wurden Kleinfahrzeugkennzeichen mit der Kennung VER zugewiesen.